# Rhombophryne
Rhombophryne là một chi động vật lưỡng cư trong họ Nhái bầu, thuộc bộ Anura. Chi này có 8 loài và 63% bị đe dọa hoặc tuyệt chủng.

## Hình ảnh

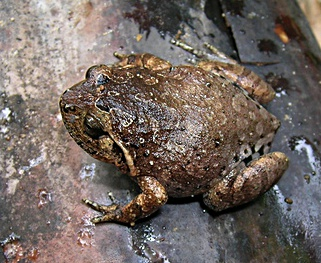